# 觜宿一
觜宿一（Meissa，/ˈmaɪsə/）是在獵戶座的一顆恆星，但它其實是多星系統。它與地球的距離大約是1,100 ly，整體合成的視星等為3.33。主要的成員是一顆O8型的巨星和一顆B型的主序星，彼此相距僅4角秒。

## 性質
觜宿一的主是一顆巨星，光譜類型為O8III，視星等3.54等。它是一顆巨大的恆星，質量大約是太陽的28倍，半徑是太陽的10倍。外圍大氣層的有效溫度大約是35,000K，賦予它發出藍色光的O型星特徵。觜宿一是一個軟X射線源，亮度為1032 erg s−1，輻射的峰值範圍在0.2±0.3KeV，顯示X射線可能是由恆星風產生的。
觜宿一是一對聯星，與伴星分離的角距離為4.41角秒，位置角43.12度（在1937年）。伴星比主星黯淡，視星等為5.61等，光譜類型為B0.5V，是一顆B型主序星。外圍還有另一顆伴星，它是一顆F型主序星，光譜類型為F8V。這顆恆星自己可能還有一顆質量非常低的伴侶，可能是一顆棕矮星 。

## 環

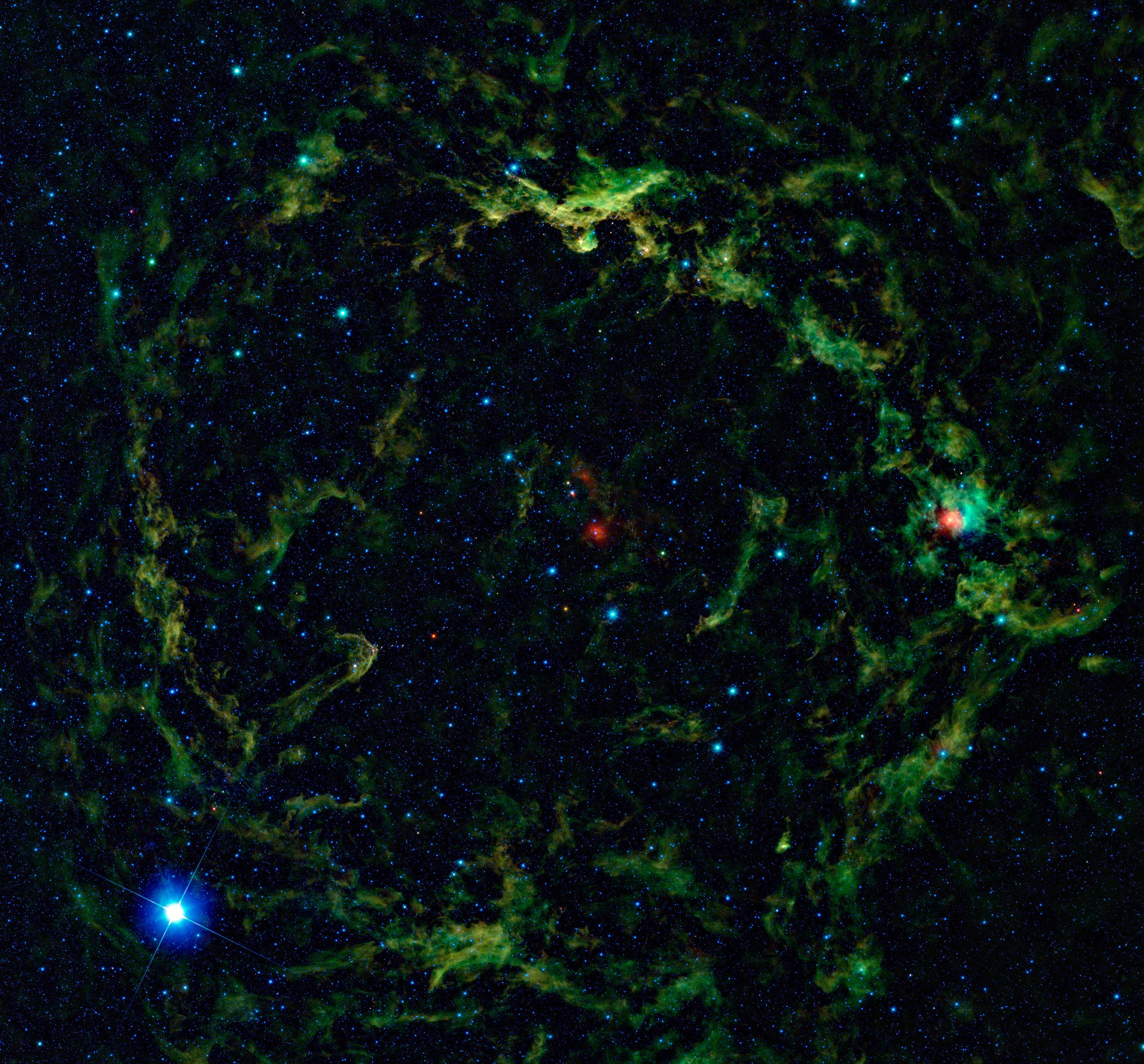
WISE以紅外線拍攝環繞在觜宿一周圍的環。觜宿一是中心明亮的紅色星雲北方黯淡的白色恆星。左下角的亮星是參宿四。
(NASA/JPL-Caltech/UCLA)

環繞著觜宿一的星雲環直徑約12度。它被認為是超新星爆炸的殘骸，現在被來自觜宿一本身和周圍一些高溫恆星的紫外線輻射電離。

## 星協
觜宿一是500萬年前的一個恆星形成區域的主要成員，該區域被稱為獵戶座λ星協，或科林德69。它輻射出的強烈紫外線能量創造了Sh2-264 ，形成環繞在它周圍空間的氫離子區，或是說它被一個年齡約200萬年至600萬年，已經冷卻的氣體環包圍著。這個膨脹的氣體環被解釋為可能是觜宿一之前的伴侶，成為II型超新星後噴出的殘骸。這樣的事件也可以解釋在膨脹環中心恆星的本動速度，因為爆炸和因此造成的質量速度可能把觜宿一踢出系統。超新星殘骸的候選者是中子星傑敏卡。但是，鑒於傑敏卡和星協之間的距離，最後被認為不太可能.。